# Hockey Club Pistoia
L'Hockey Club Pistoia è una società italiana di hockey su prato con sede a Pistoia.
Disputa gli incontri interni all'Hockey Stadium "Andrea Bruschi" di Montagnana.

## Storia

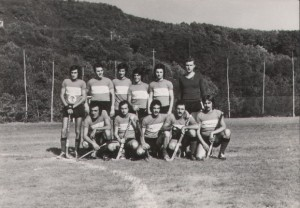
Foto Storica HC Pistoia

L’hockey su prato a Pistoia ha radici che risalgono al 1969, quando un gruppo di studenti universitari, ispirati da una campagna promozionale della Federazione Nazionale, decise di formare una squadra. La prima società, La Guelfa, si costituì coinvolgendo ex calciatori e appassionati locali. La squadra mosse i primi passi sotto la guida tecnica di tre frati pakistani residenti nel convento di San Domenico, esperti giocatori di hockey che contribuirono al miglioramento delle prestazioni e alla partecipazione alle prime competizioni nel 1970. Nonostante l’entusiasmo iniziale, la partenza dei frati e il trasferimento di alcuni membri portarono presto alla dissoluzione della società.
Nel 1974, grazie a Stefano Signorini e Iliano Belliti, nacque una nuova realtà: l'Etrusca, con sede a Ponte alle Tavole. La squadra, composta principalmente da giovani ex calciatori, partecipò con determinazione al campionato di Serie C, raggiungendo posizioni di medio-alta classifica e organizzando eventi sportivi come il torneo indoor “Città di Pistoia”. Importanti furono anche i primi tentativi di costruire un settore giovanile. Tuttavia, nel 1977, la mancanza di sostegno da parte di associazioni come Libertas ed Endas portò alla chiusura dell’Etrusca, pur lasciando un’eredità di passione tra i giovani.
Nel 1980, la passione per l’hockey portò alla nascita dell'Hockey Club Pistoia, inizialmente associato alla Polisportiva San Francesco. La nuova società affrontò sfide logistiche importanti: mancavano strutture idonee, spazi per allenarsi e risorse economiche. Nonostante ciò, il club riuscì a esordire nei campionati indoor e outdoor, dimostrando un impegno costante. Negli anni ’90, l’Hockey Club Pistoia cominciò a distinguersi grazie a un rinnovato settore giovanile, supportato dalla collaborazione con scuole locali come la media Anna Frank. Grazie a questa strategia, arrivarono i primi risultati nazionali, tra cui il titolo italiano Under 16 indoor nel 2001/2002, e si formarono atleti capaci di rappresentare la città a livello nazionale.
Nel 2009/2010 arrivò la prima grande svolta con la promozione in Serie A indoor. Questo traguardo fu accompagnato nel 2013 dall’assegnazione del campo sintetico “Frascari” per gli allenamenti e le partite ufficiali, che permise un ulteriore salto di qualità. Nel 2014, il club conquistò una storica promozione in Serie A2, risultato di anni di lavoro e passione di atleti, dirigenti e volontari. Nel frattempo, il settore giovanile continuò a crescere, dando vita anche a una squadra femminile nel 2000, che raggiunse il campionato nazionale di A2 e portò alcune atlete a vestire la maglia della Nazionale giovanile.
Un momento fondamentale per la società fu il 2019, con l’inaugurazione del campo dedicato all’hockey su prato a Montagnana Pistoiese, un impianto moderno con superficie sintetica e tecnologie sostenibili, realizzato grazie a un investimento di 572.000 euro. Questo traguardo rappresentò il coronamento di oltre un decennio di sforzi da parte della società, guidata dal presidente Riccardo Fedi.
Nel 2022, il club ottenne due grandi successi, conquistando la promozione in Serie A1 dopo una stagione memorabile e la formazione di una nuova squadra femminile militante nella Serie A2.
Nonostante le difficoltà causate dalla pandemia, che portarono alla rinuncia del campionato di A1/M, l’Hockey Club Pistoia nel 2023 riuscì a rilanciarsi, ripartendo dalla Serie B maschile, dal gruppo femminile di A2 e dalle nuove leve U14/M.

## Rosa Serie B Maschile 2024/2025

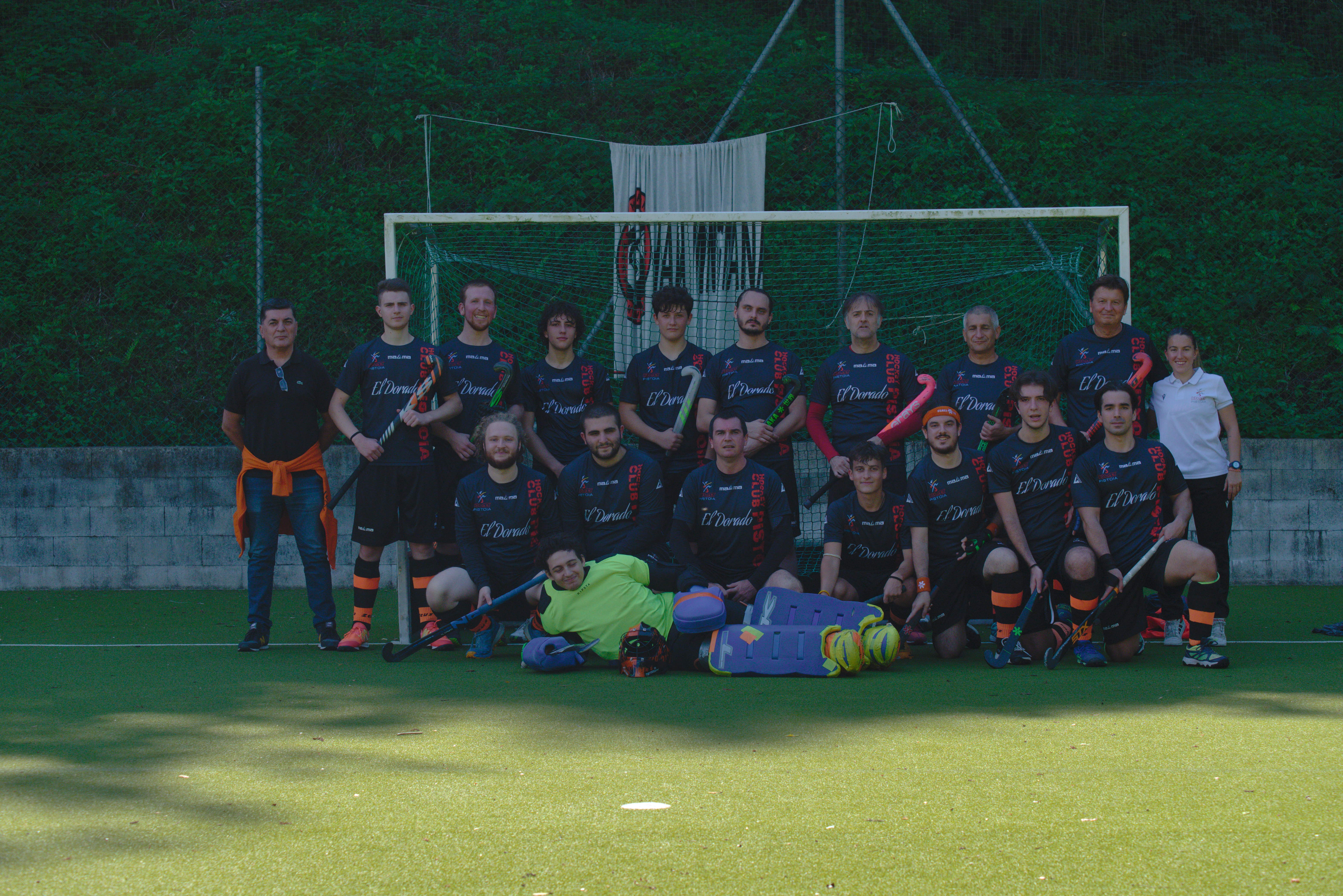
Foto di Squadra Serie B

- Riccardo Fedi
- Nicolò Biancalani
- Leonardo Bellari
- Francesco Mattioli (C)
- Ryan Notararigo
- Leonardo Treno
- Matteo Novi
- Olsian Cullhaj
- Marco Caporaso
- Gregorio Giusti
- Emanuele Brizzi
- Stefano Pellicani
- Michele Loreti
- Alberto Orsi
- Maurizio Salvi
- Leonardo Biancalani
- Michele Lucarelli
- Andrea Biondi
- Massimo Beneforti
- Maurizio Malvaso
- Dave Spataro (GK)

## Rosa Serie A2 Femminile 2024/2025

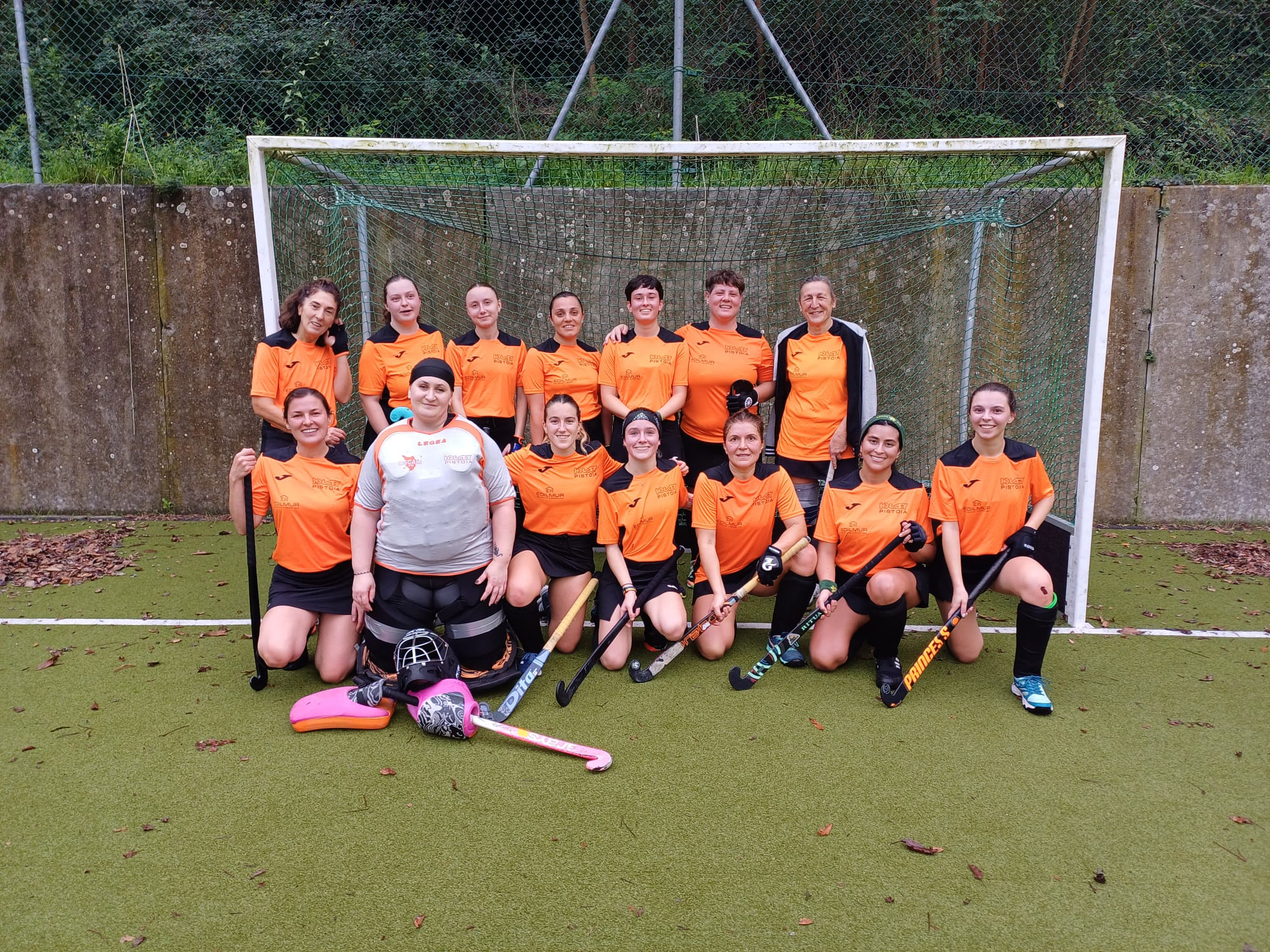
Foto di squadra Serie A2 Femminile

- Caterina Mucci (C)
- Sara Menichini
- Lisa Biagini
- Alessia Gelli
- Bucur Elena (GK)
- Denise Ortiz
- Chiara Biagini
- Chiara Fusilli
- Giulia Secci
- Chiara Sbrana
- Claudia Cerri
- Silvia Morini
- Stefania Iannuzzi
- Patrizia Coinu
- Victoria Maria Gallego
- Bianca Petillo

## Impianto Sportivo
L'HC Pistoia dal 2019 ha la propria casa a Montagnana Pistoiese ! L'Hockey Stadium Andrea Bruschi immerso nel verde è diventato un punto di riferimento anche a livello nazionale per le numerose finali che ha ospitato nel corso degli anni.

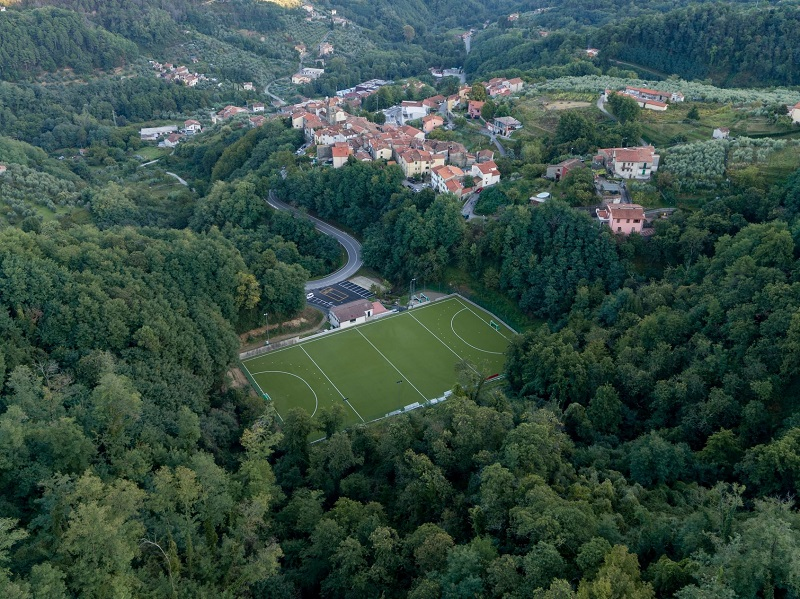
Hockey Stadium Montagnana

## Palmarès e Riconoscimenti
Palmarès
1ª Classificata Campionato di Serie A2 prato maschile 2021/2022 e promossa alla Serie A1
4ª Classificata Campionato Italiano indoor Under 14 femminile 2018/2019
1ª Classificata Indoor Challenge 2017/2018
1ª Classificata Trofeo Over 50 maschile 2015/2016 – Campione d’Italia
1ª Classificata Torneo di Finale di Serie B prato maschile 2013/2014 e promossa alla Serie A2
2ª Classificata Campionato Italiano indoor Serie A maschile 2012/2013
2ª Classificata Campionato Italiano indoor Serie A maschile 2011/2012
3ª Classificata Campionato Italiano indoor Under 16 maschile 2011/2012
7ª Classificata Campionato Italiano indoor Serie A maschile 2010/2011
1ª Classificata Campionato Italiano indoor Serie B maschile 2009/2010 e promossa alla Serie A 2010/2011
6ª Classificata Campionato Italiano indoor Juniores 2003/2004
8ª Classificata Campionato Italiano prato Juniores 2002/2003
4ª Classificata Campionato Italiano indoor Juniores 2002/2003
1ª Classificata Campionato Italiano indoor Ragazzi 2001/2002 – Campione d’Italia
4ª Classificata Campionato Italiano indoor Juniores 2000/2001
Riconoscimenti
– Miglior società altri sport ai Pistoia Sport Awards 2013
– Miglior società altri sport ai Pistoia Sport Awards 2012
– Merito sportivo per la stagione 2013/2014 riconosciuto dalla Associazione I Paciniani durante la serata “Notti magiche”
– Merito sportivo per la stagione 2013/2014 riconosciuto dal Circolo Arci di Chiesina Montalese alla Festa dello Sport di Chiesina Montalese